# Grantsville (Virginia Occidentale)
Grantsville è una città degli Stati Uniti d'America, situata nello Stato della Virginia Occidentale e in particolare nella Contea di Calhoun, di cui è anche il capoluogo.

## Storia
La città è stata fondata lungo il corso del Little Kanawha River nel 1865 ed è stata chiamata così in onore di Ulysses S. Grant, 18º  presidente degli Stati Uniti d'America.